# Єпархія Лезві
Єпархія Лезві (лат. Dioecesis Lesvitana) — колишня християнська єпархія, сьогодні — титулярна єпархія Католицької Церкви.

## Історія
Єпархія отримала свою назву від міста Лезві в римській провінції Мавретанія, яке було розташоване неподалік сучасного алжирського міста Сетіф.
Відомі імена двох єпископів цієї єпархії. У Карфагенському соборі 411 року брав участь єпископ-донатист Роман. У Карфагенському соборі, який у 484 році скликав король вандалів Гунеріх, брав участь єпископ Лезві Вадій, про якого також відомо, що пізніше він був на засланні.
Сьогодні титулярним єпископом Лезві є єпископ-помічник Стрийської єпархії УГКЦ Богдан Манишин.

## Єпископи
- Роман † (згадується в 411) (єпископ-донатист)

- Вадій † (згадується в 484)

## Титулярні єпископи
- Август-Жан-Габрієль Моріс (1.08.1908 — 27.07.1925);
- Деніс О'Донах'ю (26.07.1924 — 7.11.1925);
- Симон Чжу Каймінь (2.08.1926 — 11.04.1946), призначений єпископом Хайменя;
- Тімоті Меніннг (3.08.1946 — 16.10.1967), призначений єпископом Фресно;
- Хосе Томас Санчес (5.02.1968 — 13.12.1971);
- Леопольдо Сумайло Тумулак (12.01.1987 — 28.11.1992), призначений єпископом Тагбіларана;
- Хуан Марія Леонарді Вільясміль (27.01.1994 — 12.07.1997), призначений єпископом Пунто-Фіхо;
- Антоній Дзємянко (4.07.1998 — 3.05.2012), призначений єпископом Пінська;
- Богдан Манишин (з 2.04.2014).